# Реки Таиланда
Таиланд — страна, богатая реками. Они играют огромную роль в жизни местного населения, так как служат путями сообщения и источниками орошения, а в период половодья обогащают почву плодородным илом.
Все реки Таиланда относятся к трём крупным бассейнам: бассейну Андаманского моря, бассейну Сиамского залива и бассейну остальной части Южно-Китайского моря.

## Бассейн Сиамского залива
Крупнейшей речной системой этого бассейна и всего Таиланда является система реки Чаупхрая (Менам), которая начинается от слияния двух притоков — рек Пинг и Нан у города Накхонсаван. После этого Чаупхрая протекает всего 372 км по центральному Таиланду, протекает через Бангкок и впадает в Сиамский залив. Общая площадь бассейна этой реки составляет около 158 тыс. км² (около 35 % всей территории страны). Ширина дельты у Сиамского залива составляет 135 км. Бассейн этой реки интересен также тем, что полностью находится в пределах Таиланда.

### Притоки Чаупхраи
Наиболее крупными притоками реки Чаупхрая являются:
- Ной
- Пасак
- Сакэкранг
- Нан
- Пинг
- Тхачин — рукав реки Чаупхрая, впадает в море у города Самутсакхон

### Другие реки Сиамского залива
Большое количество рек впадает непосредственно в Сиамский залив. Наиболее крупными являются (с востока на запад, затем на юг):
- Танат
- Красэ
- Яй — впадает в море у города Районг
- Бангпаконг — крупная река, впадающая в северо-восточный угол Бангкокского залива. Площадь бассейна — 17 000 км². Притоки:
  - Накхоннайок
  - Прачинбури
  - Вадим
  - Пхантхонг
- (Чаупхрая)
- Тхачин — рукав реки Чаупхрая, впадает в море у города Самутсакхон
- Мэкхлонг — впадает в море у города Самутсонгкхрам
  - Кхуэной
    - Пхачи

  - Кхакхэнг
- Пхетбури  — 210 км длиной
- Пранбури . Площадь бассейна — 2 000 км².
- Кхлонгкуй
- Кирират
- Тапи . Площадь бассейна — 11 500 км².
  - Пхумдуанг
- Паттани
- Сайбури  — 214 км длиной

## Бассейн Меконга
Единственной рекой Таиланда, впадающей непосредственно в Южно-Китайское море, является одна из крупнейших рек Юго-Восточной Азии — Меконг. Общая площадь её бассейна составляет 810 000 км², однако лишь небольшая часть из них приходится на Таиланд. Меконг вытекает с Тибетского плато (Китай), течёт через Юньнань, Мьянму, Лаос, Таиланд, Камбоджу и наконец на юге Вьетнама впадает в море.
Хотя сам Меконг в Таиланде протекает лишь про границе с Лаосом, весь северо-восток и крайний север Таиланда омывается притоками Меконга. Наиболее крупными являются (с севера на юг):
- Лау
  - Намкхоу
- Инг
- Лей
- Сонгкхрам
  - Ям
- Кам
- Мун
  - Сибай
  - Си
    - Пау
    - Пхонг
      - Луанг
      - Пром

  - Плаймат
  - Чи
  - Домъяй

Также на территории Таиланда к югу от гор Санкампхэнг находятся верховья нескольких рек, впадающих в озеро Тонлесап, из которого вытекает река Тонлесап, впадающая в Меконг в районе Пномпеня (Камбоджа):
- Сатон / Свайтьек
- Пхромхот / Самроунг
- Монгкольборей

## Бассейн Андаманского моря
Реки Таиланда, впадающие в Андаманское море, можно разделить на две части:
- река Салуин с притоками, протекающие на северо-западе страны,
- мелкие речки, впадающие непосредственно в Андаманское море на перешейке Кра.

Помимо самой реки Салуин, протекающей по небольшому участку границы между Мьянмой и Таиландом, на территории последнего представлены следующие её притоки:
- Пай
- Мей — общая длина 327 км, большая их часть пролегает по границе между Мьянмой и Таиландом
  - Юам[1]